# ジェファーソン郡 (オクラホマ州)
ジェファーソン郡 (ジェファーソンぐん、英: Jefferson County) はアメリカ合衆国オクラホマ州に位置する郡である。2000年現在、人口は6,818人である。ここの郡庁所在地はWaurikaである。

## 地理
アメリカ合衆国統計局によると、この郡は総面積2,004 km2 (774 mi2) である。このうち1,965 km2 (759 mi2) が陸地で39 km2 (15 mi2) が水面である。総面積の1.95%が水面となっている。

### 隣接する郡
- スティーブンズ郡 (北)
- カーター郡 (北東)
- ラブ郡 (東)
- テキサス州モンタギュー郡(Montague County) (南)
- テキサス州クレイ郡(Clay County) (南西)
- コットン郡 (西)

## 人口動勢
2000年現在の国勢調査で、この郡は人口6,818人、2,716世帯、及び1,863家族が暮らしている。人口密度は3/km2 (9/mi2) である。2/km2 (4/mi2) の平均的な密度に3,373軒の住宅が建っている。この郡の人種的な構成は白人87.14%、アフリカン・アメリカン0.69%、先住民5.24%、アジア1.13%、太平洋諸島系0.03%、その他の人種2.86%、及び混血2.92%である。ここの人口の7.01%はヒスパニックまたはラテン系である。

2000年国勢調査に基づくジェファーソン郡の人口ピラミッド

この郡内の住民は24.00%が18歳未満の未成年、18歳以上24歳以下が7.20%、25歳以上44歳以下が25.40%、45歳以上64歳以下が23.30%、及び65歳以上が20.10%にわたっている。中央値年齢は40歳である。女性100人ごとに対して男性は94.70人である。18歳以上の女性100人ごとに対して男性は93.80人である。
この郡内の世帯ごとの平均的な収入は23,674米ドルであり、家族ごとの平均的な収入は30,563米ドルである。男性は25,195米ドルに対して女性は16,589米ドルの平均的な収入がある。この郡の一人当たりの収入 (per capita income) は12,899米ドルである。人口の19.20%及び家族の16.30%は貧困線以下である。全人口のうち18歳未満の23.30%及び65歳以上の18.40%は貧困線以下の生活を送っている。

## 都市及び町
- Addington
- Cornish
- ヘイスティングズ
- Ringling
- Ryan
- Sugden
- Terral
- Waurika